# SoftRAM
SoftRAM y SoftRAM95 eran productos de software de sistema que pretendían aumentar o incluso duplicar la memoria de acceso aleatorio disponible en Microsoft Windows sin la necesidad de una actualización de hardware, lo que teóricamente es posible utilizando la compresión de memoria. Sin embargo, más tarde se supo que el programa no tenía ningún algoritmo de compresión real. 
En julio de 1996, el desarrollador de SoftRAM, Syncronys Softcorp, aceptó resolver los cargos presentados por la Comisión Federal de Comercio de que la compañía "tergiversó y/o no corroboró el rendimiento" de los productos.  Como parte del acuerdo, Syncronys Softcorp ofreció reembolsos de $10 para los consumidores afectados. Los principales propietarios de la empresa en 1996 eran Daniel Taylor (41%), Rainer Poertner (16%) y Wendell Brown (10%), y Mobius Capital Corporation, que poseía el 40,8%.  
En 2006, el producto fue calificado como el tercer "Peor producto tecnológico de todos los tiempos" por PC World, detrás de AOL y RealPlayer (versión de 1999).  En total se vendieron alrededor de 100.000 copias de SoftRAM y 600.000 copias de SoftRAM95.  

## Versiones

#### SoftRAM
SoftRAM fue diseñado para su uso con Windows 3.1. Se lanzó en marzo de 1995 y vendió más de 100.000 copias. 
La mayoría de los errores de falta de memoria en Windows 3.x fueron causados por el llenado del primer megabyte de memoria de una computadora, la memoria convencional. Windows necesitaba asignar un prefijo de segmento de programa (PSP) en esta área de memoria para cada programa iniciado. Algunas utilidades impidieron que las DLL asignaran memoria aquí, dejando más espacio para los programas de usuario. Esta era una técnica estándar también utilizada por otras herramientas de optimización de memoria.  SoftRAM también afirmó aumentar la cantidad de memoria virtual disponible al comprimir las páginas de memoria virtual almacenadas en el archivo de intercambio en el disco duro, lo que tiene el efecto adicional de reducir la cantidad de lecturas y escrituras del archivo de intercambio.  El software también aumentó el tamaño del archivo de página de Windows, algo que pueden lograr los usuarios que saben cómo cambiar configuraciones relevantes del sistema, sin el costo de software adicional. 

#### SoftRAM95
SoftRAM95 fue diseñado para Windows 95 y se lanzó en agosto de 1995.  La empresa vendió más de 600.000 copias de SoftRAM95 a un precio de lista de USD $79,95, GBP £60 o 170 DM. 
Cuando se lanzó Windows 95, se informó ampliamente que el software para el sistema operativo "consumiría mucha memoria", requiriendo al menos 4 megabytes de memoria y preferiblemente 8. Syncronys posicionó a SoftRAM como una alternativa más económica a la compra de más memoria para aquellos que de otra manera no podrían ejecutar Windows 95.

## Investigación de la FTC
En diciembre de 1995, la revista informática alemana c't desmontó el programa e informó que ni siquiera intentaba hacer lo que se afirmaba.  De hecho, los datos pasaron a través del VxD completamente inalterados, de modo que no se pudo producir ningún tipo de compresión. Los controladores reales eran, de hecho, versiones ligeramente modificadas de ejemplos de código tomados del "Windows Development Kit" de Microsoft. Aún así, el programa intentaría aparentar que aumentó los recursos del sistema, incrementando silenciosamente el tamaño del archivo de intercambio en Windows 3.1 y brindando información falsa sobre el estado actual del sistema. Según se informa, el programa se compiló con el indicador de depuración activado, por lo que se ejecutó más lento que el controlador original de Microsoft. Una prueba adicional realizada por PC Magazine reveló que SoftRAM tardó el mismo tiempo en moverse a través de sistemas que contenían distintas cantidades de RAM.   Otro estudio del Dr. Dobb's Journal llegó a las mismas conclusiones. 
La Comisión Federal de Comercio inició una investigación a finales de 1995 y finalmente concluyó que las afirmaciones de Syncronys sobre SoftRAM eran "falsas y engañosas". También afirmaron que "SoftRAM95 no aumenta la RAM en una computadora que utiliza Windows 95; ni el producto mejora la velocidad, la capacidad u otras medidas de rendimiento de una computadora que utiliza Windows 95".  La investigación llevó a la empresa a retirar del mercado tanto SoftRAM como SoftRAM95 en diciembre de 1995. Varios clientes individuales también presentaron demandas contra la empresa.  Syncronys llegó a un acuerdo con la FTC  en julio de 1996. Como parte del acuerdo con la FTC, Syncronys acordó otorgar reembolsos de US$10 a cualquier cliente que los solicitara.  En aquella época, el software se denominaba «software placebo»,  un programa basado en el efecto placebo.

## Quiebra
Syncronys se declaró en quiebra en julio de 1998 con una deuda de 4,5 millones de dólares después de lanzar una docena de otras herramientas que tuvieron una mala aceptación.   El último lanzamiento de la compañía, UpgradeAID 98, afirmaba permitir a los usuarios cambiar de Windows 98 a Windows 95, duplicando una característica existente de Windows 98 por 39,95 dólares (equivalente a 75 dólares en dólares de 2025 ).  Un gran número de sus acreedores eran clientes que no habían recibido sus reembolsos por SoftRAM. 
Syncronys reemplazó su junta directiva y liderazgo y operó bajo Chapter 7, Title 11, United States Code (código de bancarrota) hasta 2002. En 2006, la SEC revocó sus valores y colocó a Syncronys en mora por no haber presentado ningún informe financiero desde su evento de bancarrota según el capítulo 11 de la Ley de Quiebras de los Estados Unidos de 1998. 